# Антихрист (филм из 2009)
Антихрист (стилизованo као ANTICHRIS♀) је експериментални психолошки хорор филм из 2009. који је написао и режирао Ларс фон Трир, а главне улоге тумаче Вилем Дефо и Шарлот Гензбур. Прича о пару који се, након несрећне смрти сина, повлачи у колибу у шуми где мушкарац доживљава чудне визије, а жена испољава све насилније сексуално понашање и садомазохизам. Наратив је подељен на пролог, четири поглавља и епилог.
Написан 2006. док је фон Трир био хоспитализован због значајне депресивне епизоде, филм је у великој мери био под утицајем његове сопствене борбе са депресијом и анксиозношћу. Снимање је почело у касно лето 2008, првенствено у Немачкој, а било је у данској продукцији у копродукцији неколико других филмских продукцијских компанија из шест различитих европских земаља.
Након премијере на Филмском фестивалу у Кану 2009, где је фон Трир освојио Сребрног лава, а Гензбур фестивалску награду за најбољу глумицу, филм је одмах изазвао контроверзу, а критичари су генерално хвалили његово уметничко извођење, али су остали снажно подељени у погледу његових суштинских заслуга. Остале награде које је освојио филм укључују награду Бодил за најбољи дански филм, награду Роберт за најбољи дански филм, филмску награду Нордијског савета за најбољи нордијски филм и Европску филмску награду за најбољу кинематографију. Филм је посвећен совјетском редитељу Андреју Тарковском (1932–86).
Антихрист је први филм у фон Трировој незванично названој Трилогији о депресији. Уследила је 2011. Меланхолија, а затим Нимфоманка 2013. године.

## Улоге
- Вилем Дефо као неименовани ожењени мушкарац, заслужан као "Он"
- Шарлот Гензбур као неименована жена удата за мушкарца, заслужна као "Она"
- Ставроула Каралидоу као Ник, син малог пара који умире на почетку филма